# Dicerca pugionata
Dicerca pugionata är en skalbaggsart som först beskrevs av Ernst Friedrich Germar 1824.  Dicerca pugionata ingår i släktet Dicerca och familjen praktbaggar. Inga underarter finns listade i Catalogue of Life.